# Liste der Justizvollzugsanstalten in Thüringen
Die Liste der Justizvollzugsanstalten in Thüringen nennt die Justizvollzugsanstalten im Freistaat Thüringen. In diesem Bundesland gibt es fünf Justizvollzugsanstalten (JVA) und eine Jugendarrestanstalt (JAA). Zusammen können alle Gefängnisse des Freistaates rund 1.800 Gefangene aufnehmen und inhaftieren.

## Justizvollzugsanstalten
| Justizvollzugsanstalt | Ort          | Inbetriebnahme | Belegungsfähigkeit | Bild |
| --------------------- | ------------ | -------------- | ------------------ | ---- |
| JAA Arnstadt          | Rudisleben   | 2014           | 39                 |      |
| JVA Arnstadt          | Rudisleben   | 2014           | 272                |      |
| JVA Goldlauter        | Goldlauter   | 1991           | 282                |      |
| JVA Hohenleuben       | Hohenleuben  | 1897           | 291                |      |
| JVA Tonna             | Gräfentonna  | 2002           | 589                |      |
| JVA Untermaßfeld      | Untermaßfeld | 1813           | 330                |      |